# Sedimentering (avloppsrening)

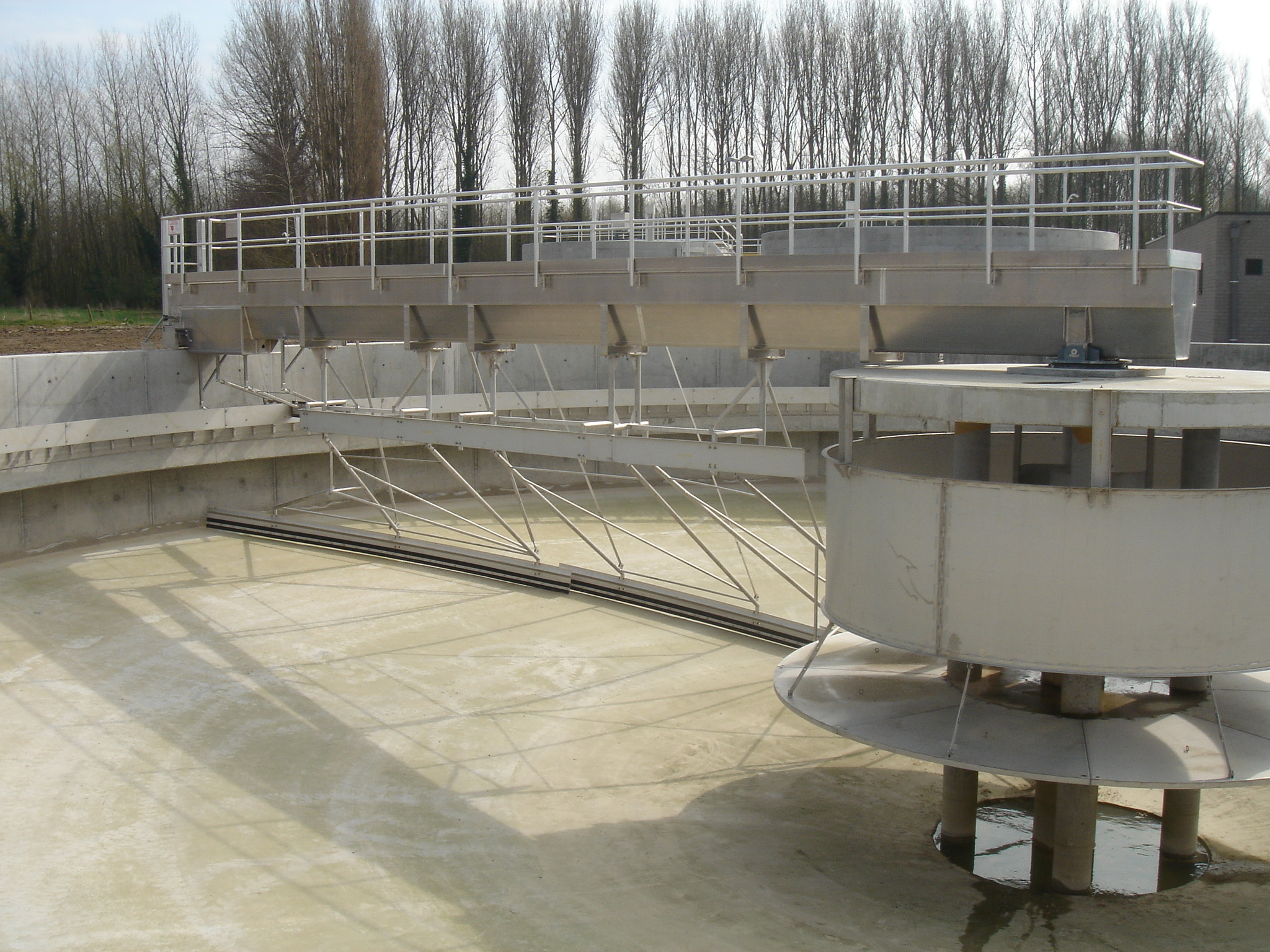
Cirkulär sedimenteringsbassäng med konisk botten och slamskrapa för att föra in slammet till centrum av tanken där det pumpas bort till slambehandlingen.

Sedimentering är en metod för att rena avloppsvatten där man låter vattnet passera en bassäng. När strömmen blir obefintlig sjunker medföljande partiklar till botten där de kan samlas upp. Upplösta ämnen kan inte avskiljas på detta sätt om man inte tillför kemiska ämnen som får dem att fällas ut. Kemiska ämnen (flockulerande kemikalier) som kan tillsättas är järnsalter (järnklorid och järnsulfat), aluminiumsalter, kalk och polyaluminiumklorid, ofta tillsammans med polymerer.